# Giacomo il bello
Giacomo il bello (Beau James) è un film del 1957 diretto da Melville Shavelson.
Il film è basato su un libro (omonimo del titolo originale) di Gene Fowler dove si racconta di Jimmy Walker, controverso sindaco di New York City negli anni 1926-1932.

## Trama
Il governatore democratico dello stato di New York vuole convincere James Walker a candidarsi come sindaco della metropoli. Egli però teme un conflitto con la moglie con cui ha problemi, ma ella accetta la proposta.
Con l'aiuto dell'esperto Chris Nolan, Walker vince senza difficoltà. La moglie, però, è solo interessata al ruolo pubblico e nel privato non riallaccia i rapporti. Un giorno Walker è trovato ubriaco nel parco da Betty Compton, che lo sgrida senza sapere chi egli sia. Ben presto tra i due si sviluppa una simpatia e Walker le trova un lavoro grazie alle sue entrature.
Nelle elezioni successive l'oppositore Fiorello La Guardia solleva il caso. Inoltre Walker ha problemi finanziari in seguito alla crisi del 1929, e per di più Betty vorrebbe sposarlo. Di nuovo Walker, sempre popolare, vince le elezioni. Ma Betty stanca di quella vita, tenta il suicidio. Nolan la porta lontano ed ella impulsivamente sposa un altro corteggiatore.
Le accuse di corruzione intanto vanno avanti e il partito democratico teme che ciò possa far perdere le elezioni nazionali al candidato Franklin Roosevelt. Walker ammette la corruzione ma sostiene che tutti i politici di successo fan così. Per la prima volta Walker viene fischiato allo stadio dalla folla. Allora Walker offre le sue dimissioni in un discorso dal campo di gioco. Lascia la città, e intanto Betty dopo un rapido divorzio, lo raggiunge.

## Produzione
Secondo ruolo drammatico per Bob Hope, e suo ultimo film per la Paramount Pictures dopo venti anni di collaborazione.